# 黃嶺
黃嶺（英語：Wong Leng）是香港一座海拔639米的山峰，為香港新界東北部的最高點。黃嶺處於新界大埔區的北部，其附近範圍被劃入八仙嶺郊野公園之內。

## 鄰近的山峰
- 八仙嶺
- 犁壁山
- 屏風山
- 大刀屻